# Alfred Dreyfus
Alfred Dreyfus (ur. 9 października 1859, zm. 12 lipca 1935) – francuski oficer żydowskiego pochodzenia, którego niesłusznie obwiniono i skazano za zdradę. Afera Dreyfusa będąca 10 letnim sporem o niesprawiedliwy wyrok i rehabilitację doprowadziła do kryzysu politycznego i społecznego we Francji.

## Życiorys

### Młodość i służba w armii
Urodzony w Miluzie w Alzacji był najmłodszym z dziewięciorga dzieci Jeannette (z domu Libmann) i Raphaëla Dreyfusa, zamożnego żydowskiego producenta tkanin. Gdy Alfred miał 10 lat wybuchła wojna francusko-pruska, a po aneksji Alzacji i Lotaryngii przez Niemcy po wojnie jego rodzina przeniosła się do Paryża. To doświadczenie skłoniło Dreyfusa do podjęcia decyzji o karierze wojskowej.
W październiku 1877 r. w wieku 18 lat rozpoczął naukę w elitarnej szkole wojskowej École polytechnique w Paryżu, gdzie odbył szkolenie wojskowe i zdobył wykształcenie w dziedzinie nauk ścisłych. Studia ukończył w 1880 r. i rozpoczął służbę jako podporucznik we francuskiej armii. Od 1880 do 1882 r. uczęszczał do szkoły artyleryjskiej w Fontainebleau, gdzie zdobył specjalistyczne wykształcenie jako oficer artylerii, a po ukończeniu studiów został przydzielony do 31. pułku artylerii w garnizonie w Le Mans. W 1885 r. został przeniesiony do baterii artyleryjskiej przy 1. Dywizji Kawalerii w Paryżu i awansowany do stopnia porucznika. W 1889 r. został adiutantem dyrektora arsenału rządowego Établissement de Bourges i awansowany na kapitana.
18 kwietnia 1891 roku poślubił 20-letnią Lucie Eugénie Hadamard (1870–1945). Mieli dwoje dzieci, Pierre’a (1891–1946) i Jeanne (1893–1981). Trzy dni po ślubie Dreyfus został przyjęty do École spéciale militaire de Saint-Cyr, wiodącej francuskiej szkoły wojskowej, którą ukończył dwa lata później z dziewiątą lokatą i wyróżnieniem. Po tym został wyznaczony na stażystę w sztabie Sztabu Generalnego Armii Francuskiej, gdzie był jedynym żydowskim oficerem. Podczas egzaminu Kolegium Wojennego w 1892 r. jeden z członków panelu, generał Bonnefond, nisko ocenił Dreyfussa, uważając, że Żydzi nie są pożądani w sztabie. Podobnie został oceniony inny oficer, porucznik Georges Picquart. Obaj oficerowie złożyli protest do dyrektora szkoły, generała Lebelin de Dionne, który wyraził żal, ale nie podjął żadnych działań w tej sprawie. Mimo to armia francuska nie była uprzedzona w kwestii pochodzenia wojskowych, służyło w niej wówczas ok. 300 żydowskich oficerów, z czego dziesięciu było generałami.

### Oskarżenie o szpiegostwo

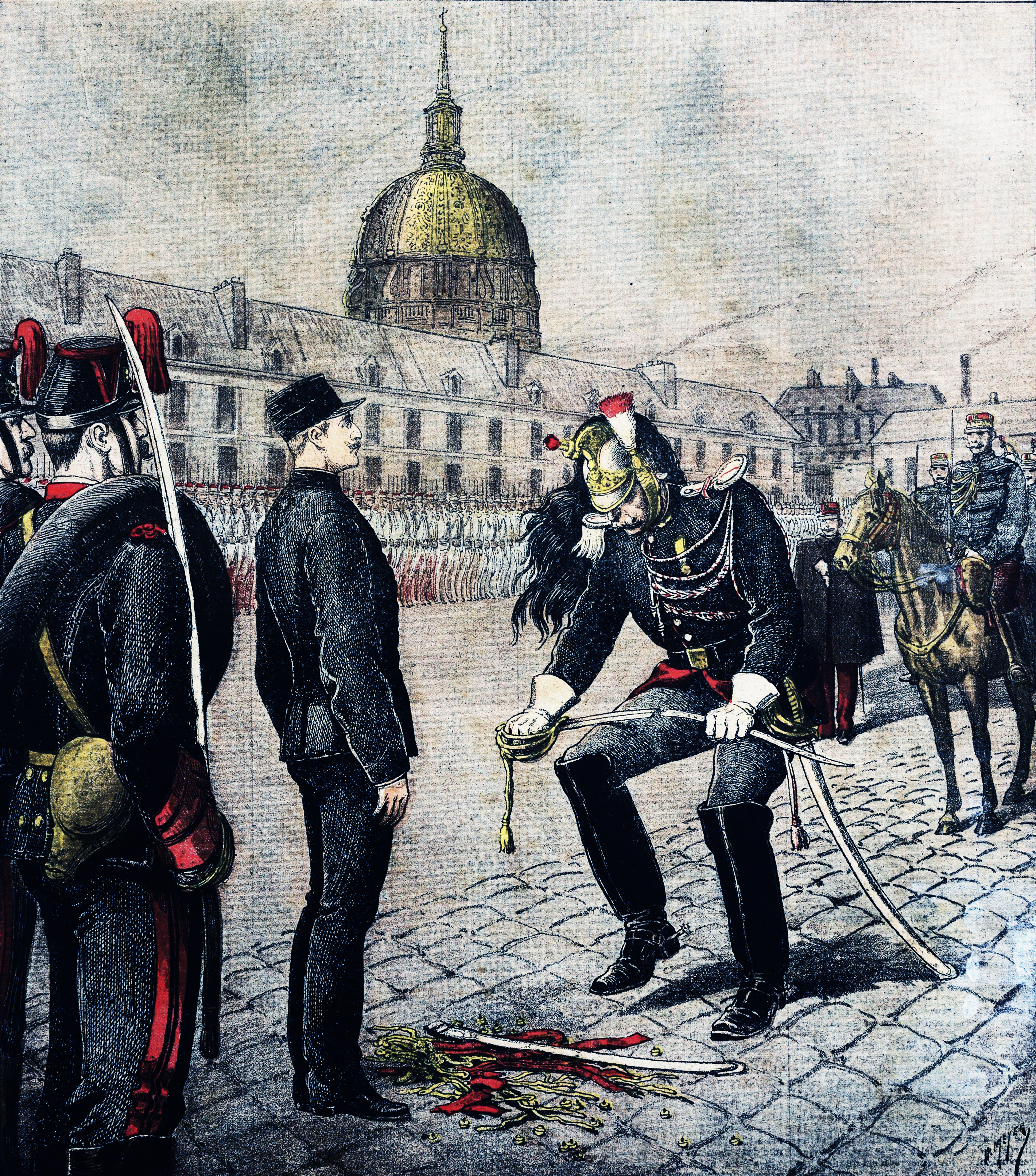
Degradacja Dreyfusa w Sądzie Morland Szkoły Wojskowej w Paryżu

15 października 1894 r. Dreyfus został aresztowany pod zarzutem zdrady na rzecz Niemiec. Koronnym dowodem w procesie był rękopis pisma do ambasady niemieckiej, przypisywany Dreyfusowi. Wyrokiem sądu wojskowego Dreyfus skazany został na dożywotni karny obóz na Wyspie Diabelskiej w Gujanie w Ameryce Południowej oraz zdegradowany. Gdy po kilku latach ujawnił się faktyczny autor listu szpiegowskiego i fakt krzywoprzysięstwa, pisarz Émile Zola opublikował artykuł J’Accuse…! z apelem o uniewinnienie Dreyfusa. W obronę oficera zaangażowało się wielu uczonych i pisarzy, m.in.: Marcel Proust, Anatol France, Vilfredo Pareto i Georges Clemenceau. Rozgorzał wówczas wielki spór, który podzielił społeczeństwo francuskie. Okazało się, że skazaniem Dreyfusa zainteresowane były: armia, konserwatywna prawica, partie nacjonalistyczne, rojaliści, kręgi finansjery i kler. Wykorzystywali oni „zdradę” żydowskiego oficera dla demonstrowania patriotyzmu i umiłowania armii, udowadniania zagrożenia ze strony Żydów, oskarżania ustroju republikańskiego itd. Émile’a Zolę za „zniesławienie armii” skazano na rok więzienia i zmuszono pogróżkami do ucieczki do Wielkiej Brytanii, ale w 1899 r. Dreyfus został przewieziony z powrotem do Francji i ponownie stanął przed sądem. Został jednak powtórnie uznany za winnego zdrady i skazany na dziesięć lat więzienia. Do kary zaliczono mu pięcioletni pobyt na wyspie. Wskutek nacisku opinii publicznej 19 września 1899 r. prezydent Francji anulował wyrok.

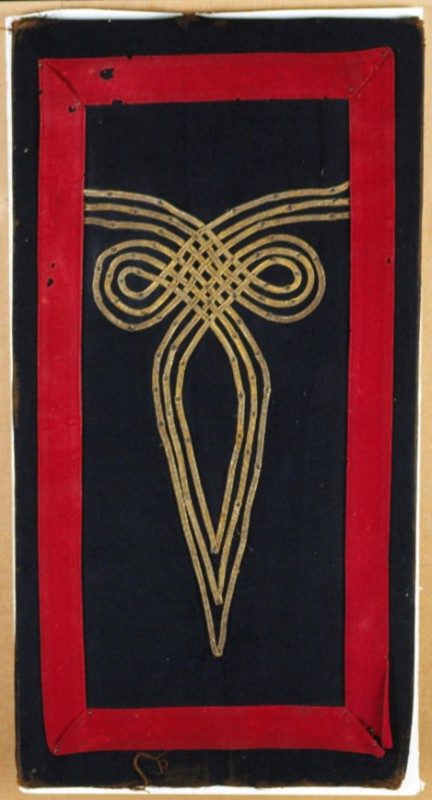
Galony kapitana zerwane Dreyfusowi w chwili degradacji
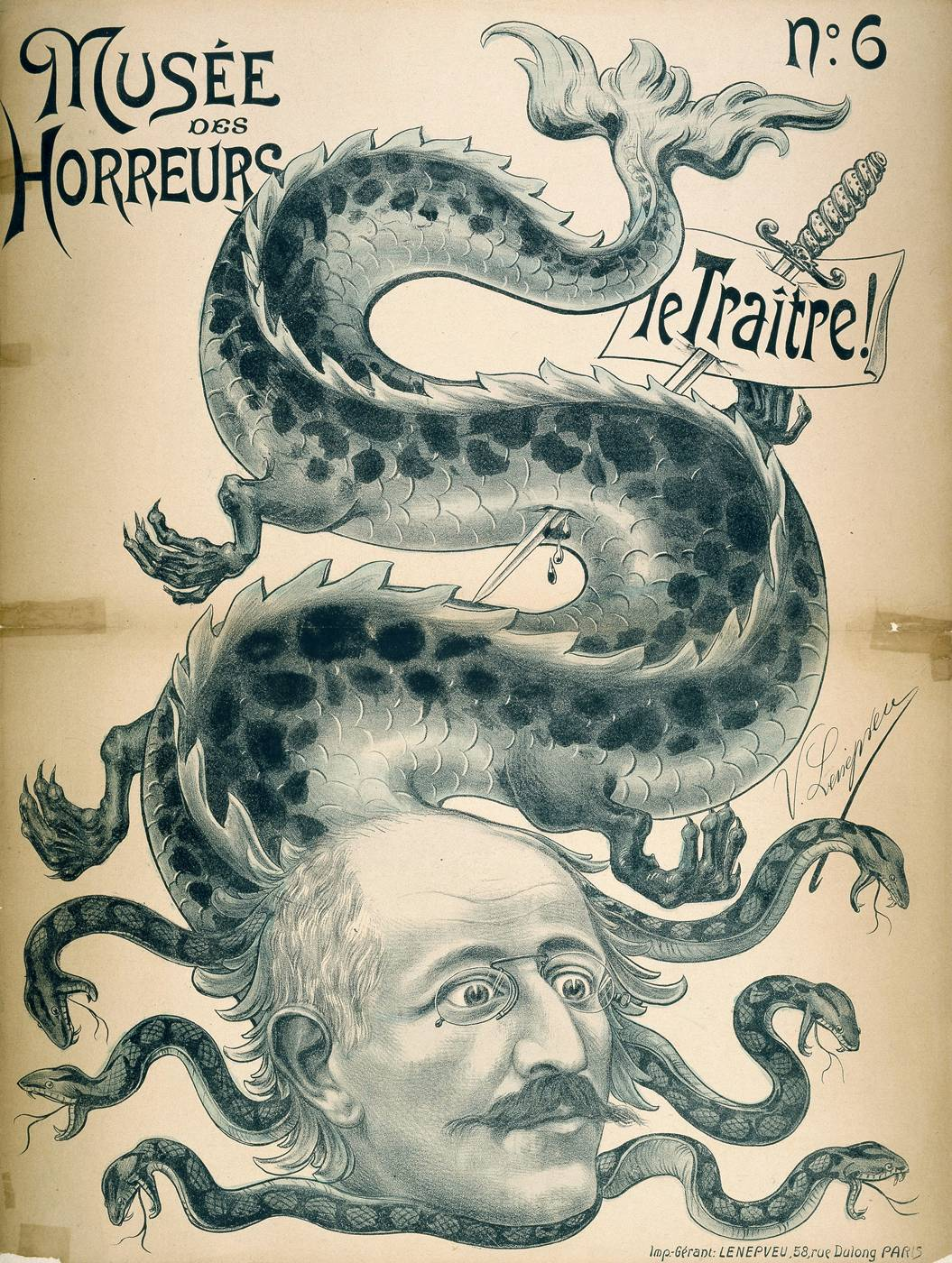
Karykatura Dreyfusa

### Życie po aferze

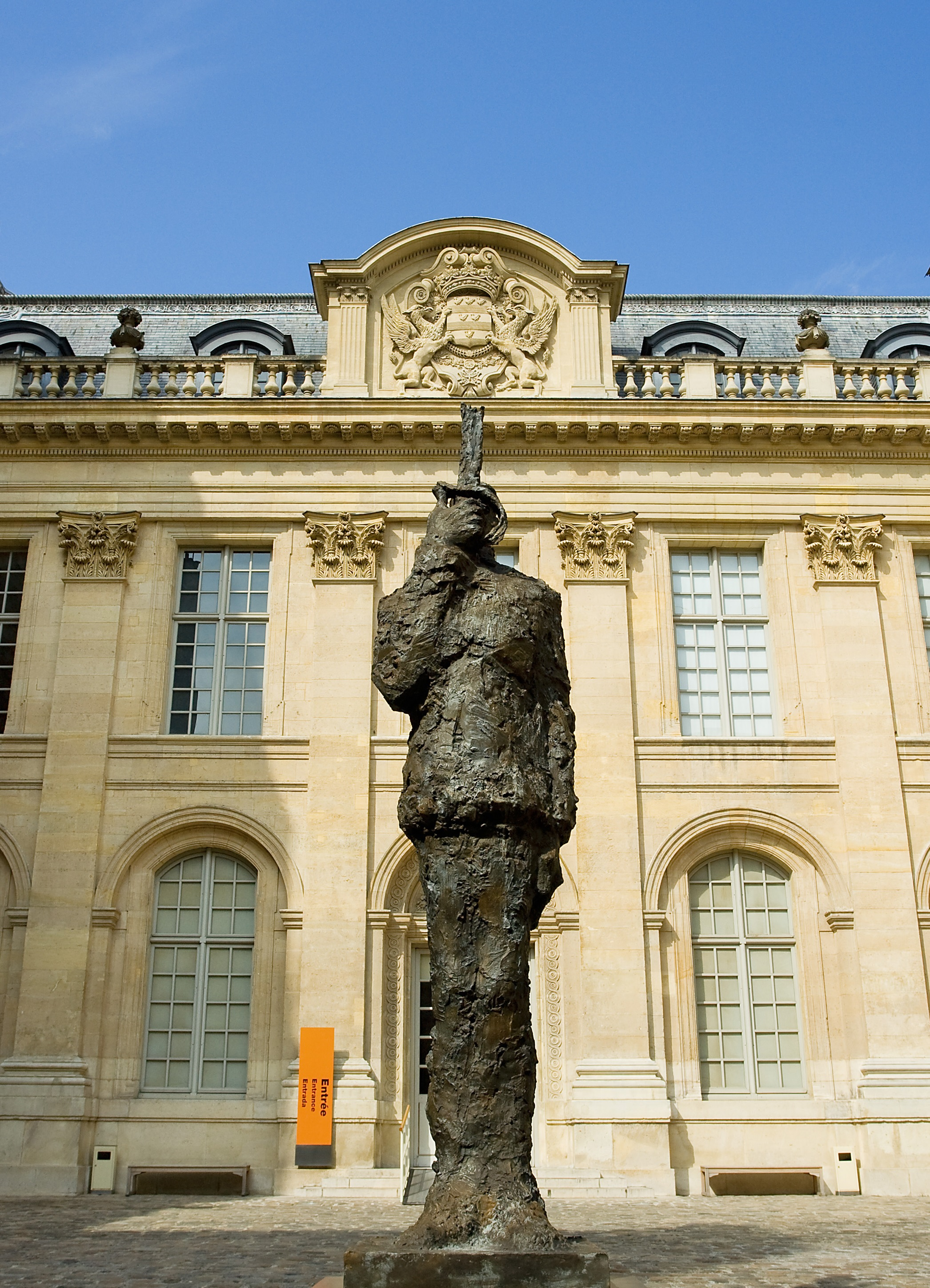
Pomnik Alfreda Dreyfusa przed paryskim Muzeum Sztuki i Historii Judaizmu

Przez dwa lata, do lipca 1906 r., mieszkał w areszcie domowym z jedną ze swoich sióstr w Carpentras, a później w Cologny. Dopiero w 1906 r. Alfred Dreyfus doczekał się pełnej rehabilitacji przez francuski Najwyższy Sąd Apelacyjny. Dzień po oczyszczeniu został ponownie przyjęty do wojska z awansem do stopnia majora. Tydzień później został kawalerem orderu Legii Honorowej i przydzielony jako dowódca jednostki artylerii w Vincennes. 15 października 1906 r. objął dowództwo jednostki artylerii w Saint-Denis. W 1907 r. wystąpił z armii. W okresie I wojny światowej ponownie wstąpił do wojska. Dowodził kolumną zaopatrzeniową artylerii i awansował do stopnia podpułkownika. W 1919 r. został oficerem Legii Honorowej. 4 czerwca 1908 r., podczas ceremonii przeniesienia prochów Emila Zoli do Panteonu, Dreyfus został postrzelony w ramię przez nacjonalistycznego dziennikarza Louisa Grégoriego.
Zmarł 12 lipca 1935 r. w Paryżu w wieku 75 lat. Został pochowany na cmentarzu Montparnasse.
W 1937 r. jego syn Pierre opublikował wspomnienia ojca na podstawie korespondencji z lat 1899–1906 Souvenirs et Correspondance.

## Awanse
- aspirant (Aspirant) – awansowany 1 października 1878 r.[6]
- podporucznik (Sous-lieutenant) – awansowany 4 października 1880 r.[6]
- porucznik (Lieutenant) – awansowany 1 listopada 1882 r.[6]
- kapitan (Capitaine) – awansowany 12 września 1889 r.[6]
- major (Chef d’escadrons) – awansowany 13 lipca 1906 r.[6]
- podpułkownik (Lieutenant-colonel) – awansowany 26 września 1918 r.[6]

## Odznaczenia
- Oficer Orderu Narodowego Legii Honorowej – 9 lipca 1919 r.[7]
- Kawaler Orderu Narodowego Legii Honorowej – 20 lipca 1906 r.
- Krzyż Wojenny 1914–1918
- Medal Pamiątkowy Wielkiej Wojny